# Манцу
Манцу (рум. Manțu) — село у повіті Васлуй в Румунії. Входить до складу комуни Тетерень.
Село розташоване на відстані 292 км на північний схід від Бухареста, 18 км на північний схід від Васлуя, 53 км на південний схід від Ясс, 145 км на північ від Галаца.

## Населення
За даними перепису населення 2002 року у селі проживали 38 осіб, усі — румуни. Усі жителі села рідною мовою назвали румунську.